# 朱健楸
東甌恭恪王朱健楸（1496年—1565年），明朝魯藩第二代東甌王，東甌端肅王朱當沘的嫡長子。

## 生平
弘治十六年（1503年）二月，獲賜名健楸。後封東甌長子。嘉靖二十二年（1543年），東甌端肅王朱當沘去世。嘉靖二十五年（1546年）十二月，朱健楸襲封東甌王。
嘉靖四十四年（1565年），朱健楸去世，享年七十歲，諡號恭恪。因其無子，東甌王的封爵被廢除。隆慶五年（1571年），因魯王朱頤坦奏請，朱健楸之弟鎮國將軍朱健樤之孫奉國將軍朱頤壃受命奉東甌王之祀。